# Etiopien i olympiska sommarspelen 2020
Etiopien deltog med en trupp på 38 idrottare vid de olympiska sommarspelen 2020 i Tokyo som hölls mellan den 23 juli och 8 augusti 2021 efter att ha blivit framflyttad ett år på grund av coronaviruspandemin. Det var 14:e sommar-OS som Etiopien deltog vid. Landets idrottare tog totalt fyra medaljer.

## Medaljer
| Medalj | Namn             | Sport     | Gren                     | Datum     |
| ------ | ---------------- | --------- | ------------------------ | --------- |
| Guld   | Selemon Barega   | Friidrott | Herrarnas 10 000 m       | 30 juli   |
| Silver | Lamecha Girma    | Friidrott | Herrarnas 3 000 m hinder | 30 juli   |
| Brons  | Gudaf Tsegay     | Friidrott | Damernas 5 000 m         | 2 augusti |
| Brons  | Letesenbet Gidey | Friidrott | Damernas 10 000 m        | 7 augusti |

## Cykling

### Landsväg
| Idrottare  | Gren               | Tid             | Placering       |
| ---------- | ------------------ | --------------- | --------------- |
| Selam Amha | Damernas linjelopp | Fullföljde inte | Fullföljde inte |

## Friidrott
Förkortningar
- Notera– Placeringar avser endast det specifika heatet.
- Q = Tog sig vidare till nästa omgång
- q = Tog sig vidare till nästa omgång som den snabbaste förloraren eller, i teknikgrenarna, genom placering utan att nå kvalgränsen
- i.u. = Omgången fanns inte i grenen
- Bye = Idrottaren behövde inte tävla i omgången

Gång- och löpgrenar
Herrar
| Idrottare            | Gren           | Heat     | Heat      | Semifinal        | Semifinal        | Final            | Final            |
| Idrottare            | Gren           | Resultat | Placering | Resultat         | Placering        | Resultat         | Placering        |
| -------------------- | -------------- | -------- | --------- | ---------------- | ---------------- | ---------------- | ---------------- |
| Melese Nberet        | 800 m          | 1.47,80  | 7         | Gick inte vidare | Gick inte vidare | Gick inte vidare | Gick inte vidare |
| Samuel Abate         | 1 500 m        | 3.41,63  | 5 Q       | 3.37,66          | 11               | Gick inte vidare | Gick inte vidare |
| Teddese Lemi         | 1 500 m        | 3.36,26  | 2 Q       | 3.34,81          | 7                | Gick inte vidare | Gick inte vidare |
| Samuel Tefera        | 1 500 m        | 3.37,98  | 9         | Gick inte vidare | Gick inte vidare | Gick inte vidare | Gick inte vidare |
| Nibret Melak         | 5 000 m        | 13.45,81 | 14        | i.u.             | i.u.             | Gick inte vidare | Gick inte vidare |
| Milkesa Mengesha     | 5 000 m        | 13.31,13 | 6 Q       | i.u.             | i.u.             | 13.08,50         | 10               |
| Getnet Wale          | 5 000 m        | 13.41,13 | 9         | i.u.             | i.u.             | Gick inte vidare | Gick inte vidare |
| Berihu Aregawi       | 10 000 m       | i.u.     | i.u.      | i.u.             | i.u.             | 27.46,16         | 4                |
| Selemon Barega       | 10 000 m       | i.u.     | i.u.      | i.u.             | i.u.             | 27.43,22         | 1                |
| Yomif Kejelcha       | 10 000 m       | i.u.     | i.u.      | i.u.             | i.u.             | 27.52,03         | 8                |
| Lamecha Girma        | 3 000 m hinder | 8.09,83  | 1 Q       | i.u.             | i.u.             | 8.10,38          | 2                |
| Bikila Tadese Takele | 3 000 m hinder | 8.24,69  | 9         | i.u.             | i.u.             | Gick inte vidare | Gick inte vidare |
| Getnet Wale          | 3 000 m hinder | 8.12,55  | 2 Q       | i.u.             | i.u.             | 8.14,97          | 4                |
| Lelisa Desisa        | Maraton        | i.u.     | i.u.      | i.u.             | i.u.             | DNF              | DNF              |
| Shura Kitata         | Maraton        | i.u.     | i.u.      | i.u.             | i.u.             | DNF              | DNF              |
| Sisay Lemma          | Maraton        | i.u.     | i.u.      | i.u.             | i.u.             | DNF              | DNF              |

Damer
| Idrottare          | Gren           | Heat     | Heat      | Semifinal        | Semifinal        | Final            | Final            |
| Idrottare          | Gren           | Resultat | Placering | Resultat         | Placering        | Resultat         | Placering        |
| ------------------ | -------------- | -------- | --------- | ---------------- | ---------------- | ---------------- | ---------------- |
| Habitam Alemu      | 800 m          | 2.01,20  | 2 Q       | 1.58,40          | 2 Q              | 1.57,56          | 6                |
| Netsanet Desta     | 800 m          | 2.01,98  | 4         | Gick inte vidare | Gick inte vidare | Gick inte vidare | Gick inte vidare |
| Freweyni Hailu     | 1 500 m        | 4.04,12  | 5 Q       | 3.57,54          | 2 Q              | 3.57,60          | 4                |
| Lemlem Hailu       | 1 500 m        | 4.05,49  | 5 Q       | 4.03,76          | 9                | Gick inte vidare | Gick inte vidare |
| Diribe Welteji     | 1 500 m        | 4.10,25  | 12        | Gick inte vidare | Gick inte vidare | Gick inte vidare | Gick inte vidare |
| Ejgayehu Taye      | 5 000 m        | 14.48,52 | 4 Q       | i.u.             | i.u.             | 14.41,24         | 5                |
| Senbere Teferi     | 5 000 m        | 14.48,31 | 3 Q       | i.u.             | i.u.             | 14.45,11         | 6                |
| Gudaf Tsegay       | 5 000 m        | 14.55,74 | 1 Q       | i.u.             | i.u.             | 14.38,87         | 3                |
| Tsigie Gebreselama | 10 000 m       | i.u.     | i.u.      | i.u.             | i.u.             | DNF              | DNF              |
| Tsehay Gemechu     | 10 000 m       | i.u.     | i.u.      | i.u.             | i.u.             | DSQ              | DSQ              |
| Letesenbet Gidey   | 10 000 m       | i.u.     | i.u.      | i.u.             | i.u.             | 30.01,72         | 3                |
| Mekides Abebe      | 3 000 m hinder | 9.23,95  | 3 Q       | i.u.             | i.u.             | 9.06,16          | 4                |
| Lomi Muleta        | 3 000 m hinder | 9.45,81  | 10        | i.u.             | i.u.             | Gick inte vidare | Gick inte vidare |
| Zerfe Wondemagegn  | 3 000 m hinder | 9.20,01  | 4 q       | i.u.             | i.u.             | 9.16,41          | 8                |
| Roza Dereje        | Maraton        | i.u.     | i.u.      | i.u.             | i.u.             | 2:28.38          | 4                |
| Birhane Dibaba     | Maraton        | i.u.     | i.u.      | i.u.             | i.u.             | DNF              | DNF              |
| Zeineba Yimer      | Maraton        | i.u.     | i.u.      | i.u.             | i.u.             | DNF              | DNF              |
| Yehualeye Beletew  | 20 km gång     | i.u.     | i.u.      | i.u.             | i.u.             | DNF              | DNF              |

## Simning
| Idrottare         | Gren                  | Heat  | Heat      | Semifinal        | Semifinal        | Final            | Final            |
| Idrottare         | Gren                  | Tid   | Placering | Tid              | Placering        | Tid              | Placering        |
| ----------------- | --------------------- | ----- | --------- | ---------------- | ---------------- | ---------------- | ---------------- |
| Abdelmalik Muktar | Herrarnas 50 m frisim | 26,65 | 62        | Gick inte vidare | Gick inte vidare | Gick inte vidare | Gick inte vidare |

## Taekwondo
| Idrottare     | Gren                       | Åttondelsfinal       | Kvartsfinal           | Semifinal            | Återkval               | Final / BM           | Final / BM |
| Idrottare     | Gren                       | Motståndare Resultat | Motståndare Resultat  | Motståndare Resultat | Motståndare Resultat   | Motståndare Resultat | Placering  |
| ------------- | -------------------------- | -------------------- | --------------------- | -------------------- | ---------------------- | -------------------- | ---------- |
| Solomon Demse | Herrarnas flugvikt (58 kg) | Suzuki (JPN) W 22–2  | Jendoubi (TUN) L 9–32 | Gick inte vidare     | Artamonov (ROC) L 5–27 | Gick inte vidare     | 7          |